# Рангджунг Дордже
Рангджунг Дордже (1284—1339) — третий Кармапа, значимая фигура в истории тибетского буддизма. Говорится, что в возрасте трёх лет он соорудил себе чёрную корону (которая позже стала символом линии) и объявил себя перерождением Карма Пакши. Рангджунг Дордже родился в семье ньингмапинцев и помимо передачи линии Карма Кагью получил полную передачу линии Ньингма.
Третий Кармапа Рангджунг Дордже обучался у Ригдзина Кумараджи, ламы традиции Ньингма. Лама Кумараджа учил Рангджунга Дордже доктрине «Сокровенной сущности» (nying-thig), учению, переданным Падмасамбхавой и Вималамитрой. Поэтому Рангджунг Дордже относится к линии «Сокровенной сущности» школы Ньингма.
Третий Кармапа соединил в своих поучениях две ветви: Великую печать школы Кагью и Великое совершенство школы Ньингма. По словам Карма Тринле, глубина и обширность познаний Рангджунга Дордже вызывают ассоциацию с тем, что в европейской культуре называется Возрождением. Он обрёл знание и достиг осуществления большинства буддийских доктрин, когда-либо принесенных в Тибет, и изложил свои взгляды во множестве ценных трактатов, самый знаменитый из которых — «Глубокий внутренний смысл» (тиб. zab mo nang don), комментарий, посвященный сущности внутренних йога-практик Ваджраяны.
В 1321 году учёный Долпопа (1292—1362) впервые приехал в монастырь Цурпху и посвятил много времени обсуждению доктринальных вопросов с Рангджунгом Дордже. Считается, что Рангджунг Дордже оказал значительное влияние на некоторые теории Долпопы, в том числе, возможно, на изложение метода шентонг.
В отличие от Долпопы Шераб Гьялцена, Рангджунг Дордже признавал 18 видов праджняпарамитской «пустоты от самобытия» на абсолютном уровне в сочетании с «пустотой от другого»:
«Абсолютное же — это пустотность собственной природы, которая объясняется как восемнадцать таких пустотностей как пустотность внутреннего и т. д., тогда как истинное выражается как самовозникающее изначальное осознавание без двойственности воспринимаемого и воспринимающего, также существующее как абсолютное.»
Третий Кармапа короновал монгольского императора Тогон-Тэмура и был его учителем. Рангджунг Дордже основал много монастырей, предназначенных для практики учения Кагью. Из них особую важность имеет храм, построенный в Китае, на Утайшань. Когда Рангджунг Дордже, третий Кармапа, оставил тело, он был в возрасте пятидесяти шести лет. Легенда гласит, что на следующий день после ухода, Кармапа появился снова — показал своё лицо на диске полной луны.